# Delphinium korshinskyanum
Delphinium korshinskyanum är en ranunkelväxtart som beskrevs av Sergej Arsenjevitj Nevskij. Delphinium korshinskyanum ingår i släktet storriddarsporrar, och familjen ranunkelväxter. Inga underarter finns listade i Catalogue of Life.